# Gare de Brou
Gare de Brou vasútállomás Franciaországban, Brou településen.

## Vasútvonalak
Az állomást az alábbi vasútvonalak érintik:
- Chartres–Bordeaux-vasútvonal

## Kapcsolódó állomások
A vasútállomáshoz az alábbi állomások vannak a legközelebb:
- Gare d’Illiers-Combray
- Gare d’Arrou